# Sebeșel, Alba
Sebeșel, mai demult Șebișel, Șibișel (în maghiară Sebeshely, Alsósebes, Kissebes, în germană Kleinmühlbach, Klein-Mühlbach, Schebeschel) este un sat în comuna Săsciori din județul Alba, Transilvania, România.

## Personalități
- Sava Henția, pictor român.

## Monument
Fosta casă memorială "Sava Henția" este înscrisă pe lista monumentelor istorice dispărute, elaborată de Ministerul Culturii și Cultelor în anul 2004 (datare: sec. XIX, cod 01C0002).

## Obiectiv memorial
Monumentul Eroilor Români din Primul și Al Doilea Război Mondial. Monumentul este amplasat în centrul localității și a fost ridicat în anul 1938, pentru cinstirea memoriei eroilor români din cele Două Războaie Mondiale. Obeliscul, zvelt, terminat cu o cruce, este așezat pe o bază din beton cu trei retrageri și are o înălțime de 2 m, iar împrejmuirea este asigurată de un gard din fier forjat. Pe fațada monumentului este un înscris: „Monumentul eroilor comunei Sebeșel căzuți în Războiul Mondial 1914-1918 și în Al Doilea Război Mondial 1941-1945“, urmat de numele a 12 eroi români.

## Personalități născute aici
- Sava Henția (1848 - 1904), pictor, grafician.

## Imagini

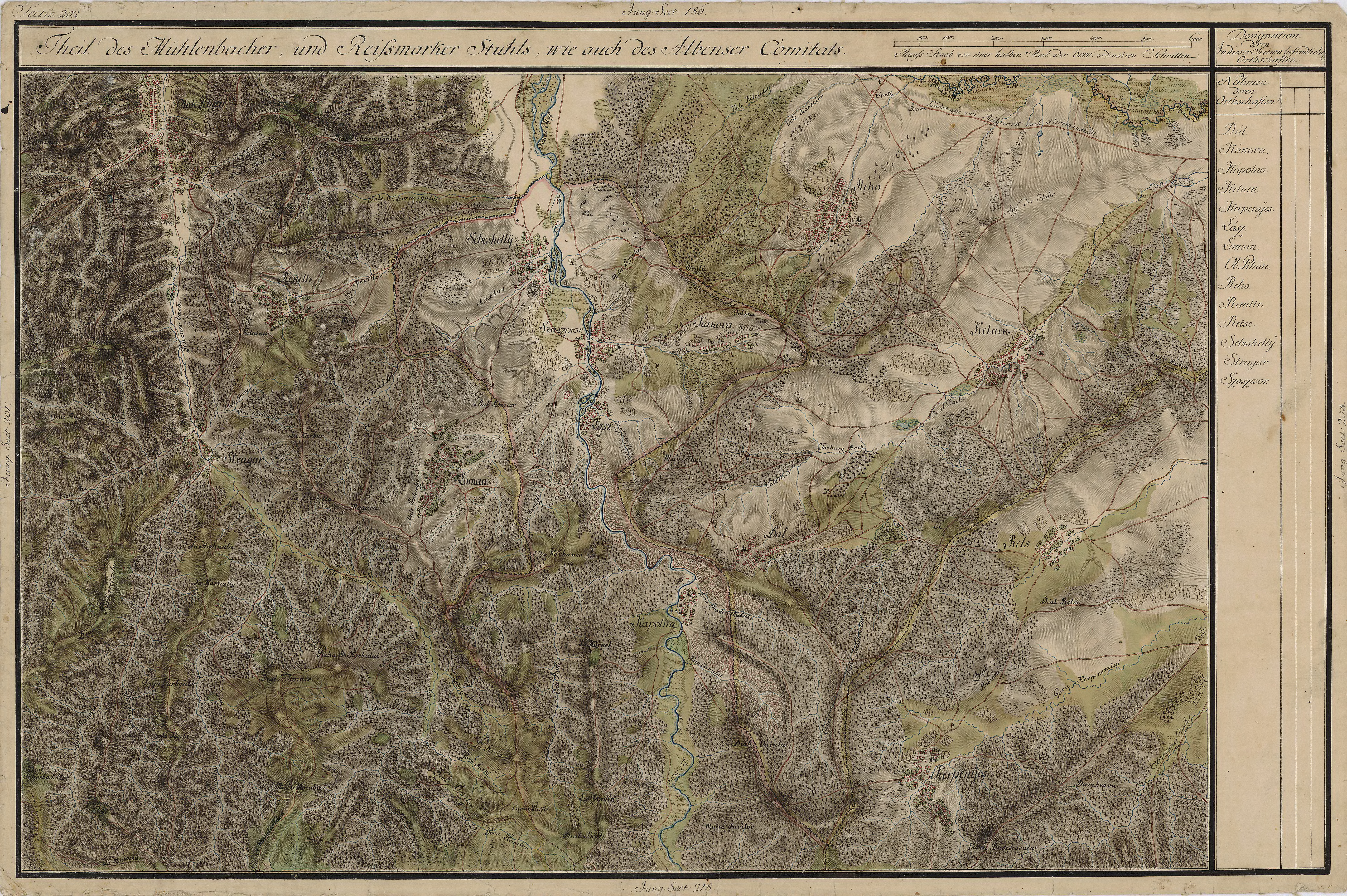
Sebeșel în Harta Iosefină a Transilvaniei, 1769-1773
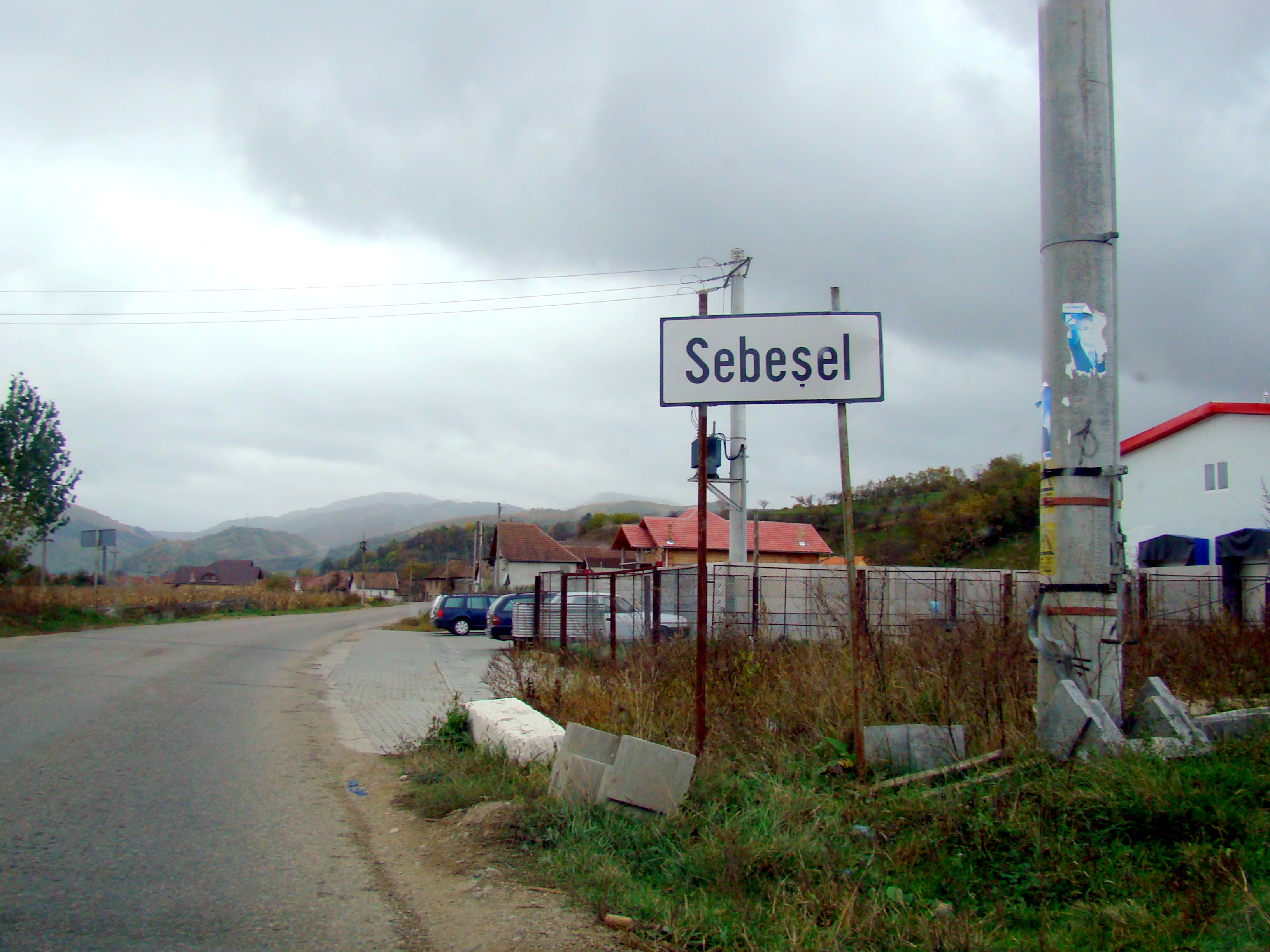
Intrarea în localitate
Monumentul Eroilor
Grădinița